# Čiprovci
Čiprovci (in bulgaro Чипровци?) è un comune bulgaro situato nella Regione di Montana di 4 844 abitanti (dati 2009). La sede comunale è nella località omonima.

## Località
Il comune è formato dall'insieme delle seguenti località:
- Čiprovci (sede comunale)
- Belimel
- Gorna Kovačica
- Gorna Luka
- Železna
- Martinovo
- Mitrovci
- Prevala
- Ravna
- Čeljustnica